# Demotix
A Demotix foi um portal de jornalismo cidadão e uma agência de fotos Em 2011 foi comprada pela Corbis Images e, em 2016, adquirida por um grupo chinês que também é dono da Getty Images. Outros portais de jornalismo cidadão são o Wikinews, o iReport da CNN e o MeriNews.
O intuito da agência era possibilitar aos fotojornalistas independentes e amadores de partilhar as suas notícias baseadas em fotojornalismo, sendo por isso um sistema de conteúdo gerado pelo utilizador. O direito de autor desse conteúdo fotográfico podia ser vendido aos demais meios de comunicação. O site foi inicialmente lançado em janeiro de 2009 pelo CEO Turi Munthe e pelo COO Jonathan Tepper, sendo que a empresa era sediada em Londres, no Reino Unido. O objectivo principal da Demotix era "ajudar o jornalismo" sendo a ponte entre os jornalistas independentes e os meios tradicionais de comunicação social.

## Objectivos
A Demotix foi fundada com dois princípios em mente: a liberdade de expressão e a liberdade de saber. A agência  definiu o seu papel na "liberdade de expressão" dando "uma voz a qualquer homem ou (quase sempre mais importante) qualquer mulher que esteja na rua. Não importam se estão no Azerbaijão ou em Zanzibar.
Um espaço onde eles podem contar histórias, criar comunidades e espalhar as suas notícias pelo mundo fora." A Demotix definia o seu papel na "liberdade de acesso ao saber" participando e distribuindo a informação para "meios de comunicação com baixas verbas". A Demotix se empenhava em construir comunidades de notícias e providenciar histórias e acontecimentos oriundos de qualquer canto do globo.
O nome Demotix tem a sua etimologia na palavra grega "demos" (em grego Δήμος), que significa 'povo'.  Demótico (em inglês demotic), ou seja, 'do povo' e, de forma mais comum, refere-se à linguagem.

## Encerramento das atividades
No dia 22 de janeiro de 2016 todas as páginas do site da Demotix foram redirecionadas para a página inicial da Corbis Images, onde um anúncio e algumas perguntas frequentes sobre a venda de Corbis ao Visual Group China (VCG) apareceram. Simultaneamente o Visual Grupo China/Getty anunciou que havia feito a aquisição da Corbis pelo VCG e o acordo de licenciamento das imagens com a Getty.